# Cessna Comet
Cessna Comet − один из первых самолетов американского конструктора Клайда Сессны.

## История
Спроектирован и построен в 1917 году. На этом самолете-моноплане впервые фюзеляж был полностью закрыт полотняной обшивкой, установлен стабилизатор большего размера, а козырек закрывал значительную часть кабины. 
5 июля 1917 года  Cessna Comet установил национальный рекорд скорости в 200,5 км/ч и национальный рекорд дальности полета, пролетев 122 км по маршруту из Блэквелла-Оклахома-Уичито.

## Технические характеристики
- Экипаж: Один пилот
- Вместимость: 3 пассажира
- Максимальная скорость: 200,5 км/ч
- Силовая установка: 1 × Elderly, 60 л.с. (45 кВт)